# Spoorlijn Andernach - Andernach-Rheinwerft
De spoorlijn Andernach - Andernach-Rheinwerft is een Duitse spoorlijn in Rijnland-Palts en is als spoorlijn 3006 onder beheer van DB Netze.

## Geschiedenis
Het traject werd door de Rheinische Eisenbahn-Gesellschaft geopend op 20 september 1879.  

## Treindiensten
De lijn is alleen in gebruik voor goederenvervoer.

## Aansluitingen
In de volgende plaatsen is of was er een aansluiting op de volgende spoorlijnen:
Andernach
DB 2630, spoorlijn tussen Keulen en Bingen
DB 3005, spoorlijn tussen Andernach en Gerolstein
Andernach W3
DB 3007, spoorlijn tussen Andernach W3 en Andernach Hafen